# Alphonsus (månkrater)
Alphonsus är en uråldrig nedslagskrater på månen som dateras från direkt efter den Nectarianska eran. Den är lokaliserad till månens högland på den östra kanten av Mare Nubium, väster om Imbrians högland. Den täcker delvis över kratern Ptolemaeus i norr. Ytan är trasig och ojämn längs den kanten. De yttre kraterväggarna är något skeva och har en något hexagonal form. I nordväst ligger den mindre kratern Alpetragius. 
En låg ås bestående av avlagrat material, som kastats ut, delar kratergolvet och inkluderar den branta centrala upphöjning som kallas Alpha (α) Alphonsus. Denna pyramidformade formation stiger upp till en höjd av 1,5 km över den inre ytan. 
Kratergolvet är sprucket med ett komplext system av kanaler och innehåller tre mindre kratrar som omges av en mörkare, symmetrisk ljuscirkel. Dessa kratrar, som omges av mörka ringar, är formade som konvulkaner, och tros av vissa vara vulkaniska till sitt ursprung, även om andra tror att de skapats genom nedslag som grävde upp mörkare material som fanns under det ljusare regoliten som finns på månen.
Kratern Alphonsus var en av det primära alternativa landningsplatserna som övervägdes både för Apollo 16- och Apollo 17-missionerna. Sonden Ranger 9 kraschade i Alphonsus, på ett kort avstånd nordöst om den centrala höjden. Harold Urey sade om en närbild av Alphonsus tagit av Ranger 9:
| ” | The floor is covered with many craters of various sizes, some sharp and hence new, others less distinct and partly filled with fragmented material. The walls have fewer craters, and this probably means that slumping of the wall has filled them. Crevasses are evident, and evidence for slumping exists. The larger crater near the top is undoubtedly collisional in origin. Three craters are surrounded by dark halos and were produced by eruptions from the lunar interior. Exceptionally bright, sharp peaks can be seen on certain mountain tops. | „ |

## Inre kratrar
Fem små kratrar i den nordöstra delen av Alphonsus kratergolv har getts namn av IAU. Dessa är listade i tabellen nedan.
| Krater    | Koordinater                   | Diameter | Eponym                |
| --------- | ----------------------------- | -------- | --------------------- |
| Chang-Ngo | 12°42′S 2°06′V / 12.7°S 2.1°V | 3 km     | Kinesiskt kvinnonamn1 |
| José      | 12°42′S 1°36′V / 12.7°S 1.6°V | 2 km     | Spanskt mansnamn      |
| Monira    | 12°36′S 1°42′V / 12.6°S 1.7°V | 2 km     | Arabiskt kvinnonamn   |
| Ravi      | 12°30′S 1°54′V / 12.5°S 1.9°V | 2,5 km   | Indiskt mansnamn      |
| Soraya    | 12°54′S 1°36′V / 12.9°S 1.6°V | 2 km     | Persiskt kvinnonamn   |

1. Se även Chang'e, den kinesiska gudinnan.

## Satellitkratrar
På månkartor är dessa objekt genom konvention identifierade genom att placera ut bokstaven på den sida av kraterns mittpunkt som är närmast kratern Alphonsus.
| Alphonsus | Latitud | Longitud | Diameter |
| --------- | ------- | -------- | -------- |
| A         | 14.8° S | 2.3° V   | 4 km     |
| B         | 13.2° S | 0.2° V   | 24 km    |
| C         | 14.4° S | 4.8° V   | 4 km     |
| D         | 15.1° S | 0.8° V   | 23 km    |
| G         | 12.3° S | 3.3° V   | 4 km     |
| H         | 15.6° S | 0.5° V   | 8 km     |
| J         | 15.1° S | 2.5° V   | 8 km     |
| K         | 12.5° S | 0.1° V   | 20 km    |
| L         | 12.0° S | 3.7° V   | 4 km     |
| R         | 14.4° S | 1.9° V   | 3 km     |
| X         | 15.0° S | 4.4° V   | 5 km     |
| Y         | 14.7° S | 1.8° V   | 3 km     |